# Sittiparus varius
Sittiparus varius е вид птица от семейство Paridae. Видът е незастрашен от изчезване.

## Разпространение
Среща се в Източна Азия (Япония, Корея, Тайван и североизточен Китай) и Югоизточна Русия (южните Курилски острови).

## Описание
Тази птица има дължина около 12-14 см и тегло от 16-18 грама. Дължината на крилото е 6-7,8 cm. Короната, гърлото, горната част на гърдите и тила са черни. Челото, лицето и бузите са бели. Крилата и опашката са сиво-синкави, а краката са оцветени в тъмно сиво.